# Theodor Barner
Theodor Barner (* 5. November 1895 in Radevormwald; † 10. Januar 1990 in Brebach-Fechingen) war ein deutscher evangelischer Theologe und Superintendent des Kirchenkreises Saar-West in Saarbrücken.

## Leben
Theodor Barner war der Sohn des Pfarrers Theodor Barner (1867–1954) und dessen Ehefrau Hulda Nordsieck (1865–1945). Nach dem Abitur am Gymnasium Barmen musste er Kriegsdienst leisten und studierte im Anschluss daran Theologie an der Westfälischen Wilhelms-Universität Münster, der Universität Utrecht, der Friedrich-Alexander-Universität Erlangen-Nürnberg und der Philipps-Universität Marburg. Nach der Ersten Theologischen Prüfung im März 1922 promovierte er im Jahr darauf zum lic. Theol. Im Oktober 1923 folgte  in Koblenz die Zweite Theologische Prüfung. Bevor er 1925 zum Pfarrer in Ründeroth ernannt wurde, war er zu Hilfsdiensten in Flammersfeld und Beeck eingesetzt. In Ründeroth blieb Barner bis 1932, als er zum Pfarrer in Brebach ernannt wurde. In diesem Amt blieb er – zwischenzeitlich zur Kriegsstellvertretung in Götterswickerhamm und in Hephata eingesetzt – bis 1964.
Den Führereid legte er 1938 ab.
Von 1956 an bekleidete er zugleich das Amt des Superintendenten im Kirchenkreis Saar-West  mit Sitz in Saarbrücken.
1962 wurde er Beauftragter bei der Landesregierung des Saarlandes.
1964 wurde Barner emeritiert.